# Hans Georg Finsler
Hans Georg Finsler (Zürich, 23 mei 1748 - Zürich, 29 maart 1821), was een Zwitsers politicus.
Hans Georg Finsler leidde met zijn neef Hans Rudolf Finsler een zijdefirma en was schrijver van de zijdegilde (1775). In 1787 werd hij in de Raad van Twaalf gekozen en in 1798 was de provisorische gemeenteraad, daarna was hij van 1799 tot 1803 lid van de gemeenteraad. Sinds 1803 was hij wethouder en van 1803 tot 1821 was hij lid van de Grote Raad van het kanton Zürich.
Hans Georg Finsler werd in 1815 tot stadspresident van Zürich (dat wil zeggen burgemeester). Hij bleef dit tot zijn dood op 29 maart 1821.
Hans Georg Finsler was een kolonel in het leger.